# Engersum
Engersum of de Engersmaborg was een borg in Uithuizen. De naam Engersma komt voor het eerst voor rond 1465, als bezit van de heer Hebele Engersma. Vanaf ongeveer 1476 tot 1610 wordt de borg bewoond door de familie Ausema, verwant aan de familie Alberda. Daarna wordt de borg geveild en komt het in 1657 in handen van redger Hermannus Mettinck. Hij en zijn zoon Wilhelm woonden er tot 1699. Zij traden vaak op als redger voor het huis Menkema. De Alberda's hadden in verloop van tijd al verschillende rechten van Engersum gekocht. In 1699 werd Johan Writzers eigenaar, die met zijn vrouw Hindrika Wussum de borg bewoonde. De borg ging over in de handen van hun kleinzoon Hendrik Sijssen die de borg in 1761 te koop aanbood. De borg wordt als laatste door een familie Pieters bewoond. In 1855 zijn de ruïnes van de borg gesloopt.